# Aidophus kolbei
Aidophus kolbei är en skalbaggsart som beskrevs av Schmidt 1911. Aidophus kolbei ingår i släktet Aidophus och familjen Aphodiidae. Inga underarter finns listade i Catalogue of Life.